# Música acusmática
La música acusmática (del griego ἄκουσμα akousma, «lo que se oye, cosa oída») es un tipo de música electroacústica compuesta específicamente para trasmitirla por altavoces y no mediante una actuación o concierto en vivo. 
Este tipo de música surge de una tradición musical que se remonta a la introducción a finales de los años 1940 de la música concreta, una forma de música experimental. A diferencia de las obras musicales convencionales que se publican en partituras, las composiciones puramente acusmáticas normalmente existen únicamente como grabaciones de audio.
La composición de la música acusmática se basa en el concepto del «sonido acusmático», que se oye sin poder distinguir su causa. Otros elementos musicales convencionales como la melodía, la armonía, el ritmo y la métrica pueden estar presentes pero generalmente se les da más consideración a características del sonido como el timbre y el espectro. Los materiales para la composición pueden incluir sonidos provenientes de instrumentos musicales, la voz humana, sonidos generados electrónicamente, audios modificados con procesadores de efectos, así como efectos de sonido y grabaciones de campo.
La música es producida mediante tecnológicas musicales, como la grabación digital de sonido, el procesamiento digital de señales y las estaciones de trabajo de audio digital. Estas herramientas se utilizan para combinar, yuxtaponer y transformar de cualquier manera concebible un material sonoro. En este contexto, el método de composición puede considerarse como un proceso de «organización de sonido», un término usado por primera vez por el compositor francés Edgar Varèse.

## Orígenes
Según ciertos documentos históricos, el término «acusmático» tiene origen en akousmatikoi, como se denominaba a los discípulos de Pitágoras, que impartía sus clases detrás de una cortina para que su presencia no distrajera del contenido de sus palabras. En la música acusmática, los altavoces son la «cortina» que impide ver la fuente del sonido. En estas condiciones, la audiencia se concentra en el sonido y se agudiza la percepción auditiva. En 1955, Jérôme Peignot y Pierre Schaeffer usaron por primera vez el término «acousmatique» para definir la experiencia de escuchar música concreta, basada en el sonido como recurso primario para la composición musical.

## Desarrollo
En los círculos académicos, los términos «música acusmática» o «arte acusmático» son de uso común, particularmente para referirse a la música concreat contemporánea. Sin embargo, no existe acuerdo sobre si la práctica acusmática se refiere a un estilo de composición o a una manera de escuchar el sonido. Scruton define la experiencia del sonido como inherentemente acusmática; en palabras de como Lydia Goehr (1999): «el mundo del sonido no es un espacio en el cual podemos entrar; es un mundo que tratamos a distancia».

## Estilo
La música acusmática puede contener música convencional, pero también incluir sonidos más allá de los límites tradicionales de la voz o la tecnología instrumental. Es igual de probable que escuchemos los trinos de un pájaro, el ruido producido por una fábrica o los sonidos de un violín. La tecnología utilizada trasciende la mera reproducción de sonidos y adopta técnicas de síntesis y procesamiento de sonido que producen sonidos poco familiares y difíciles de atribuir.
Asimismo, las composiciones acusmáticas pueden presentar elementos musicales familiares: acordes, melodías y ritmos, los cuales son fácilmente conciliables con otras formas de música, pero también pueden presentar conceptos no definidos en una taxonomía musical tradicional.

## Práctica interpretativa
La ejecución de una composicióm acusmática puede tener lugar en una sala de conciertos dedicada a recitales acústicos, aunque sin músicos. En un concierto acusmático, la obra se ejecuta usando elementos pregrabados o generados en tiempo real mediante una computadora. El material sonoro se trasmite mediante múltiples altavoces, mediante la práctica de la «difusión del sonido». La difusión de una obra acusmática es llevada a cabo por el compositor o por cualquier otro practicante del arte, con la ayuda de una «partitura de difusión» preparada por el compositor a modo de guía para la trasmisión en el espacio. En su forma más simple, la partitura de difusión consiste en una representación gráfica de la obra, con indicaciones para manipulaciones espaciales durante su ejecución.

## La experiencia acusmática
La música acusmática desafía a los oyentes a distinguir sonidos basándose en sus cualidades sonoras y no en su origen. Pierre Schaeffer escribe en Treatise on Musical Objects: «El ocultamiento de las causas no surge de una imperfección técnica, ni es un proceso de variación ocasional: se vuelve una condición previa, un posicionamiento deliberado  del sujeto. Es "hacia este" entonces, a dónde se redirige la pregunta "¿Qué estoy escuchando?...¿que está usted escuchando exactamente?" en el sentido de que se le pide describir no las referencias externas del sonido que percibe sino la percepción en sí.»
Si, como ejemplo, se reproduce por altavoz una grabación de un solo de violonchelo, la fuente del sonido es el altavoz, pero el oyente lo identifica como «violonchelo». La música acusmática demanda a la audiencia percibir el sonido sin conocimiento de su identidad. En estas condiciones, la audición se orienta hacia aspectos más abstractos, como el timbre. Pierre Schaeffer usa el término écoute réduite («escucha reducida»). Se puede decir que  la écoute réduite conduce a una percepción acusmática de la música, puesto que la reproducción del sonido por altavoces oscurece la identidad de este al encontrarse ausente la referencia visual.